# Мірошник Анатолій Михайлович
Анатолій Михайлович Мірошник (англ. Anatolij Mirosznyk, нар.19 серпня 1923 — пом.14 липня 2011)  — український композитор, піаніст, педагог, музично-громадський діяч.

## Життєвий шлях
Народився Анатолій Михайлович у Києві, де закінчив середню спеціальну музичну школу-десятирічку при школу й Київській консерваторії ім. П. І. Чайовського по класу фортепіано у Є. І. Толпіна. Після закінчення консерваторії в 1941 році, він грав у Київському оркестрі.
Під час Другої світової війни м. Київ було окуповане німецькими військами й усіх членів Київського оркестру німці вивезли на примусові роботи до Німеччині, де юнак працював на викорчовування лісу і над будівництві. Після закінчення війни Мірошник потрапив до табору переміщених осіб у місті Байрейт. Зустрівшись там із земляками — скрипалем, колишнім професором Львівської консерваторії Володимиром Цісиком (батько Квітки Цісик) та контрабасистом-віртуозом Яковом Погребінським, музиканти створили тріо і стали давати концерти.
У 1946 році вступає до Консерваторії Фрайбургу (нім. Hochshule fur Musik) в клас К. Займана, який потім рекоменує учня на роботу на Франкфуртське радіо. Відвідує приватні уроки у відомого піаніста Вальтера Гізекінга, одержує фах фортепіанного виконавця і композитора.
1948 року емігрував до Австралії і поселився в Сіднеї. Як усі інші емігранти того часу, підписав контракт, згідно якого мусив працювати там, куди його направить влада. Музикант спочатку був санітаром у шпиталі, а пізніше — асистентом директора готелю для новоприбулих емігрантів.
Після закінчення контракту Мірошник підготував велику програму і дав сольний концерт в головній концертові залі в ратуші Сіднея.
В Австралії цілком себе присвятив розвитку української музики та займався її викладанням. У творчості тяжіє до камерних жанрів. Він виступав з концертами у Сіднеї, Мельбурні та Нової Зеландії і був музичним директором асоціація балетних шкіл у Сіднеї.
В останні роки він «повернувся» на українську землю, де його твори сприйнялися дуже прихильно. Анатолій Мірошник удостоївся членства у Національній Спілці Композиторів України. Він дуже мріяв взяти участь в концерті в честь 20-ти ліття Незалежності України, та не судилося.
Помер Анатолій Михайлович 14 липня 2011 року у Сіднеї. Його поховано на цвинтарі Руквуд, коло Лідкомбу.

## Підприємництво
В 1953 Мірошник заснував Австралійську компанію «Cosmopolitan Record Company», що видавала платівки українських співаків в Австралії, таких як Володимир Рихтовський, Таїса Тарас, Яків Рудюк, Зіна Мороз та інших, а також хору «Боян» з Сіднею. Ці платівки стали рідкістю і колекціонери ймовірно їх високо оцінюють.

## Творчість
Анатолій Мірошник виступав з концертами в Австралії, Новій Зеландії, Німеччині. Сам він вважав вершиною його музичної кар'єри, свій виступ у Києві на Міжнародному Музичному Фестивалі «Київ Музик Фест» у 1992, 1993, 1995, 1999, 2003 роках.
Його твори виконувалися в Києві ним особисто і Київським симфонічним оркестром. Анатолій Михайлович написав кілька композицій для фортепіано, скрипки, віолончелі, для співаків, оркестру, хору. Його пісні співає жіночий ансамбль «Суцвіття», котрий було створено у Сіднеї.

## Твори А. Мірошника

### Композиції
- 1962 — «Причинна», хореографічна поема по Т. Г. Шевченка з оркестром (поставлена у Мельбурні)
- 1964 — «Українська Рапсодія» для фортепіано з оркестром[3]
- 1995 — «Концертна фантазія» для фортепіано з оркестром
- 1996 — «Остання ніч поета», балет на тему життя і творчости Тараса Шевченка (Лібрето Аркадія Новицького)
- 1999 — «Концерт № 1» для фортепіано з оркестром
- П'єси малої форми для фортепіано.

### Книжки і збірки музики
- Мірошник А. Любіть Україну: збірка творів. — Київ: «Київ Музик Фест», Центр музичної інформації Національної спілки композиторів України, Київське державне вище музичне училище ім. Р. М. Глієра, 2001. — 132 с.
- Мірошник А. Австраліана: збірка 20 етюдів-картинок для фортепіано для дітей. — Київ: «Музична Україна», 2007. Нотне видання. — 39 с. ISMN 979-0-707502-82-2
- Мірошник А. Музика і доля. — Київ: «Музична Україна», 2008. — 172 с. ISBN 978-966-8259-35-7
- Mirosznyk A. How do you like Australia? (Як вам подобається Австралія?). — Australia, 2009.— 143 p. — ISBN 978-0-646-51734-6

Вищезазначені збірки музики були видані за спонсорством Фундації Українознавчих студій Австралії й роздані по музичних школах України.